# Buster Williams
Buster Williams, (Camden, 1942. április 17. –) amerikai nagybőgős. Williams Herbie Hancock 1970-es évekbeli zenekarából, valamint Larry Coryell gitáros, a Thelonious Monk zongorista, és számos énekes, köztük Nancy Wilson kedvenc kísérőjeként ismert.

## Pályafutása
Williamset nagybőgőzni és dobolni apja tanította. 1959-ben csatlakozott Jimmy Heath együtteséhez Sam Dockery-vel és Specs Wrighttal). 1960-61 között Gene Ammonsszal és Sonny Stittel dolgozott. Ezután a philadelphiai Combs College of Musicon zeneszerzést és zeneelméletet tanult.
Gerald Price triójával való fellépése után Dakota Staton, Betty Carter, Sarah Vaughan és Nancy Wilson énekeseket kísérte. 1964-68 között Los Angelesben voltak. Ott a Jazz Crusadersszel és Miles Davisszel vettek föl lemezt; és dolgozott Kenny Dorhammel valamint a Bobby Hutcherson/Harold Land Quintettel is.
1969-ben Williams visszatért New Yorkba, ahol tagja lett Herbie Hancock zenekarának. 1972-ig minden felvételükön részt vett. Dolgozott Art Blakey, Herbie Mann, Mary Lou Williams és Eddie Henderson mellett is. A következő években Williams számos albumon volt zenekarvezető. 1980-ban Grammy-díjra jelölték a „Love For Sale” című albumon való részvételéért.
Ron Carterrel és a London Symphony Orchestra-val felvette a „Le Choix des armes” című film zenéjét.
Az 1980-as évek elején Herbie Hancockkal, Tony Williamsszel és Wynton Marsalis-szal dolgozott. 1989-ben kiadott egy albumot saját szerzeményeiből. 1991-ben megbízást kapott egy mű komponálására kvintettre, vonósokra és kórusra.
Saját kvintettjével bejárta Európát, Japánt és Ausztráliát, részt vett a Moszkvai Jazz Fesztiválon, majd csatlakozott a The Timeless Allstars együtteshez.
Adam Kahan filmrendező elkészítette róla a „Buster Williams Bass to Infinity” (2021) című dokumentumfilmet, amelyben olyan kollégái is szerepeltek, mint Benny Golson, Herbie Hancock, Christian McBride, Rufus Reid és Kenny Barron.

## Zenekarvezető
- Pinnacle (1975)
- Crystal Reflections (1976)
- Tokudo (1978)
- Heartbeat (1978)
- Dreams Come True (1980)
- Two as One with Kenny Barron (1987) – live rec. 1986
- Something More (1989)
- Somewhere Along the Way (1998)
- Lost in a Memory (1999)
- Live at the Montreux-i Jazz Fesztivál 1999 (2001) – live rec. 1999
- Houdini (2001)
- Joined at the Hip (2002) – rec. 1998
- Griot Libertè (2004)
- 65 Roses (2008) – rec. 2006
- Buster Williams Live Volume 1 (2008)
- Audacity (2018)
- Unalome (2023)

## Filmek
- 1981: Le Choix des armes (A fegyverek választása; r.: Alain Corneau)
- 2021: Buster Williams Bass to Infinity

## Díjak
- 1980: Grammy-díj jelölés

## Fordítás
Ez a szócikk részben vagy egészben  a   Buster Williams című német Wikipédia-szócikk ezen változatának fordításán alapul.  Az eredeti cikk szerkesztőit annak laptörténete sorolja fel. Ez a jelzés csupán a megfogalmazás eredetét és a szerzői jogokat jelzi, nem szolgál a cikkben szereplő információk forrásmegjelöléseként.